# 释觉醒
释觉醒（1970年5月—），男，辽宁锦西人，中国佛教比丘，现任上海玉佛寺住持，中国佛教协会副会长，上海市佛教协会会长，第十、十一、十二届全国政协委员。